# 30-mm-Kanone 2A42
Die 30-mm-Kanone 2A42 ist eine sowjetische Maschinenkanone im Kaliber 30 × 165 mm. Sie wurde von den Konstrukteuren Grjasew und Schipunow etwa 1980 im Konstruktionsbüro für Gerätebau (KBP) in Tula entwickelt. 2A42 ist der GRAU-Index der Waffe, der in den sowjetischen und heute russischen Streitkräften verwendet wird.

## Technik
In den 1970er-Jahren erging der Auftrag, eine Bordwaffe für Luft- und Panzerfahrzeuge zu schaffen, die insbesondere zur Bekämpfung von gepanzerten Bodenzielen dienen sollte. Die bislang verwendeten Maschinenkanonen waren für den Einsatz in Flugzeugen konzipiert und vorrangig gegen Luftziele vorgesehen. Sie hatten deshalb eine sehr hohe Feuerrate, welche für den Einsatz in Kampfhubschraubern oder Schützenpanzern nicht wünschenswert war. Die Feuerrate der 2A42 kann in einen langsamen oder einen schnellen Modus versetzt werden, auch Einzelfeuer ist möglich. Die Waffe hat eine doppelte Gurtzufuhr für unterschiedliche Munitionsarten, so dass wahlweise panzerbrechende oder Explosivgeschosse eingesetzt werden können. Der Rückstoß wird durch eine flache Mündungsbremse gedämpft, welche die Pulvergase seitlich und parallel zur Bordwand ableitet. Der Rohrrücklauf von etwa 30 mm schwächt den Rückstoß weiter ab. An Kamow-Modellen ist die Waffe nicht unter dem Rumpf, sondern rechts daneben angebracht.

## Einsatz
in gepanzerten Fahrzeugen:
- BMP-2
- BMD-2
- BTR-90
- BTR-T
- 2T Stalker
- BMPT (Panzer)
- Bumerang
- Kurganez-25
- T-15

in Kampfhubschraubern:
- Mil Mi-28
- Kamow Ka-50
- Kamow Ka-52

## Varianten
Eine nach Auflösung der UdSSR in der Ukraine weitergebaute Version der 2A42 trägt die Bezeichnung STM-2.
Von der 2A42 wurde die 2A72 abgeleitet, die einen zurückgleitenden Lauf hat, wodurch sich der Rückstoß der Waffe verringert, so dass sie auch auf leichteren Waffenplattformen eingesetzt werden kann, die den Rückstoß der 2A42 nicht verkraften würden. Die in der Ukraine hergestellte Version trägt die Bezeichnung STM-1.

## Munition
| Bezeichnung | Munitionsart (Natoklassifikation)                         | Geschossmasse (g) | Sprengstoffmasse (g) | Mündungsgeschwindigkeit (m/s) | Bemerkung                                                                                                   |
| ----------- | --------------------------------------------------------- | ----------------- | -------------------- | ----------------------------- | --- |
| 3UOF8       | Spreng-Brandgeschoss (HEI-FRAG)                           | 389               | 48,5 g               | 960                           | Zünder A-670M.                                                                                              |
| 3UOR6       | Spreng-Leuchtspur (HEI-T)                                 | 385               | 11 g                 | 960                           | Zünder A-670M                                                                                               |
| 3UBR6       | Panzer-Leuchtspur (APC-T)                                 | 400               | -                    | 970                           | 18 mm RHA / 60° in 1500 m Entfernung                                                                        |
| 3UBR8       | Panzerbrechendes Wolfram-Geschoss mit Treibspiegel (APDS) | 304               | -                    | 1120                          | Unterkaliber-Wuchtgeschoss mit Kunststofftreibspiegel. Durchschlagsleistung: 25 mm RHA in 1500 m Entfernung |
| M929        | Wolfram-Unterkaliber-Leuchtspurpfeilgeschoss (APFSDS-T)   | ?                 | keine                | ?                             | Belgischer Hersteller; Durchschlagsleistung: 55 mm RHA in 1000 m Entfernung, 45 mm auf 2000 m.              |
| 30 JOCvSv   | Übungsmunition (HETP-T)                                   | 386               |                      | 960                           | Tschechische Übungsmunition mit Selbstzerstörungszünder A-390.                                              |
| UP          | Übungsmunition (TP)                                       | 386               |                      | 960                           | Inerte Übungsmunition                                                                                       |